# Differentiequotiënt
Het differentiequotiënt is de verhouding van de verandering van een variabele ten opzichte van de verandering van een andere variabele, waarvan de eerste variabele afhankelijk is. In de analyse wordt het differentiequotiënt gebruikt om de afgeleide van een functie te definiëren. Differentiequotiënten vormen samen met de limiet het theoretische fundament onder de differentiaalrekening.
Bij functies wordt in plaats van differentiequotiënt ook wel gesproken van gemiddelde verandering van de functiewaarde.

## Definitie

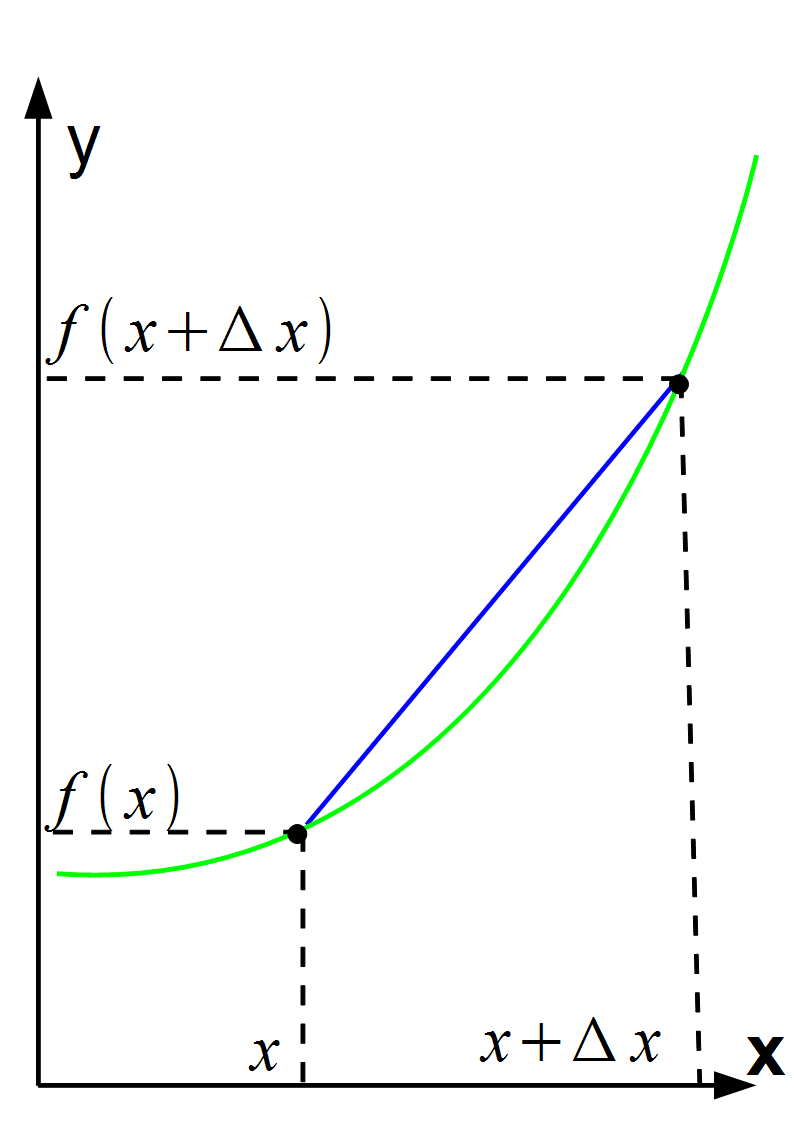

Zij {\displaystyle f} een functie met domein {\displaystyle D}. Als het interval {\displaystyle [x,x+\Delta x]} een deel is van dit domein, noemt men het quotiënt
{\displaystyle \varphi (f,x,x+\Delta x)={\frac {f(x+\Delta x)-f(x)}{\Delta x}}}
het differentiequotiënt van {\displaystyle f} over het interval {\displaystyle [x,x+\Delta x]}.
Als de functie wordt aangeduid als {\displaystyle y=f(x)}, schrijft men wel
{\displaystyle \Delta y=f(x+\Delta x)-f(x)},
en wordt het differentiequotiënt genoteerd als
{\displaystyle {\frac {f(x+\Delta x)-f(x)}{\Delta x}}={\frac {\Delta y}{\Delta x}}}
Het differentiequotiënt is op de grafiek van {\displaystyle f} de richtingscoëfficiënt van de snijlijn door de punten {\displaystyle (x,f(x))} en {\displaystyle (x+\Delta x,f(x+\Delta x))}.
Door {\displaystyle \Delta x} naar nul te laten gaan, wordt deze lijn een steeds betere benadering van de raaklijn aan de grafiek van {\displaystyle f} in het punt {\displaystyle (x,f(x))}.
Volgens de middelwaardestelling bestaat er ten minste een punt binnen het interval {\displaystyle [x,x+\Delta x]}, waarbij de richtingscoëfficiënt van de snijlijn en van de raaklijn van functie {\displaystyle f} aan elkaar gelijk zijn, op  voorwaarde dat {\displaystyle f} binnen dat interval continu en differentieerbaar is.

## Toepassing
Differentiequotiënten worden in bijvoorbeeld de biologie gebruikt als een maat voor de groei, in de natuurkunde bij snelheids- en temperatuursveranderingen, in de macro-economie bij economische modellen, in de scheikunde met de oplossnelheid en de meteorologie met de weersvoorspelling.